# Blücher (1937)
Blücher – niemiecki ciężki krążownik typu Admirał Hipper z okresu II wojny światowej, zatopiony 9 kwietnia 1940 roku w trakcie niemieckiej kampanii norweskiej.

## Historia
Wraz z dwiema ukończonymi bliźniaczymi jednostkami „Admiral Hipper” i „Prinz Eugen” należał do typu Admiral Hipper, mającego według planów obejmować pięć jednostek. W kwietniu 1940 r. wziął udział w operacji Weserübung, mającej na celu zajęcie Norwegii. 9 kwietnia 1940 roku wielokrotnie trafiony pociskami norweskiej artylerii nadbrzeżnej i storpedowany, zatonął podczas próby wpłynięcia do fiordu Oslo. W tydzień po zatonięciu okrętu w katastrofie lotniczej zginął jego ostatni dowódca – kmdr Woldag.

## Dowódcy
- kapitan zur See (komandor) Heinrich Woldag – 20 września 1939 – 9 kwietnia 1940